# E-handelsdirektivet
E-handelsdirektivet, eller Direktiv om elektronisk handel, är ett EU-direktiv (2000/31/EC) som reglerar lagliga aspekter av informationssamhälleliga tjänster på den inre marknaden, särskilt e-handel och budbärarimmunitet ("mere conduit").